# Branná
Pour les articles homonymes, voir Branná (homonymie).
Branná (jusqu'en 1948 : Kolštejn ; en allemand : Goldenstein) est une commune du district de Šumperk, dans la région d'Olomouc, en République tchèque. Sa population s'élevait à 272 habitants en 2023.

## Géographie
Branná se trouve dans le massif des Sudètes orientales, à 10 km au nord-est de Hanušovice, à 20 km au nord de Šumperk, à 65 km au nord-nord-ouest d'Olomouc et à 184 km à l'est de Prague.
La commune est limitée par Staré Město au nord, par Ostružná au nord-est, par Jindřichov au sud-est et au sud, par Vikantice au sud-ouest et par Šléglov au nord-ouest.

## Histoire
La première mention écrite de la localité date de 1325.

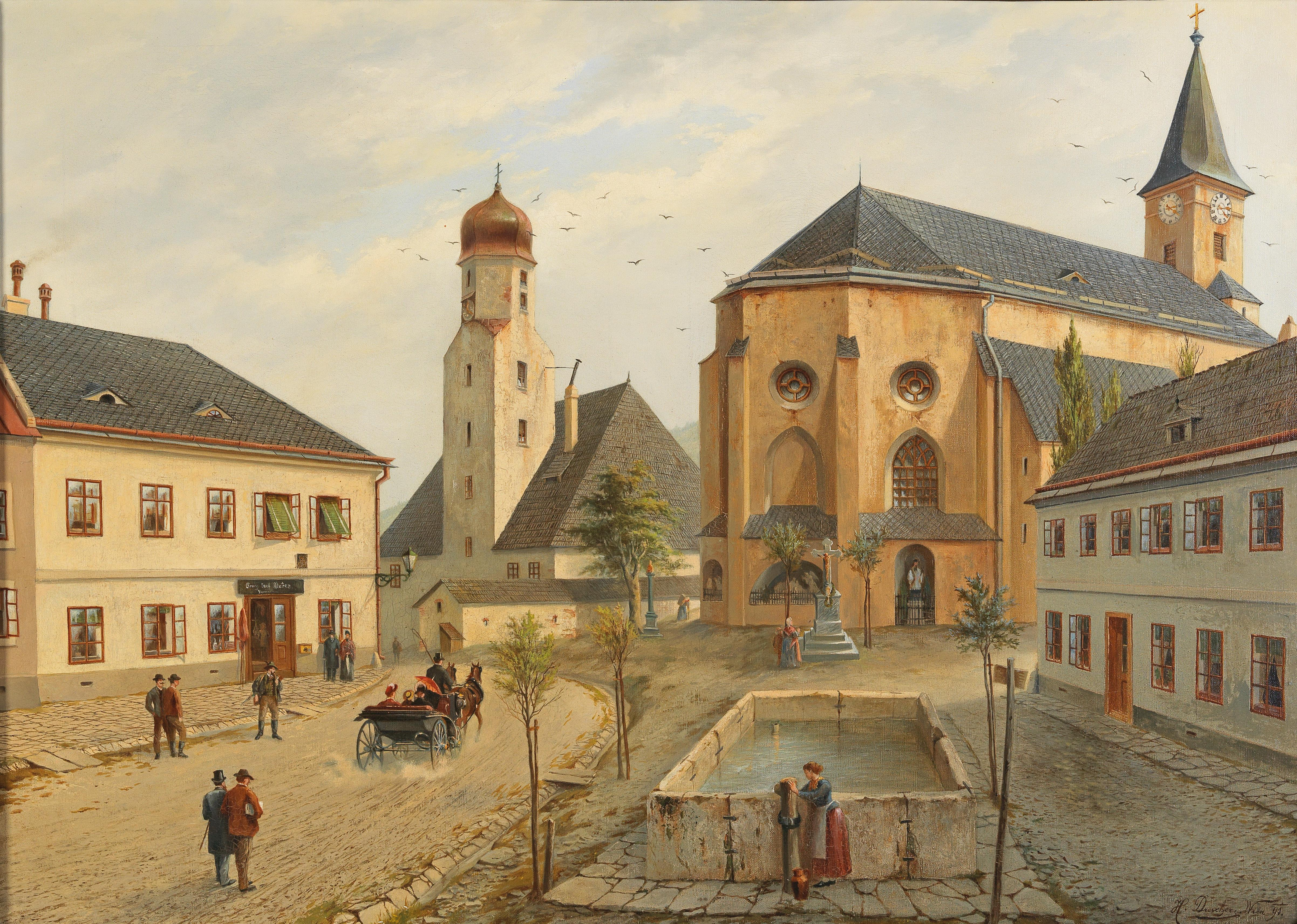
Place du Marché en 1891, par Heinrich Drescher.

## Galerie

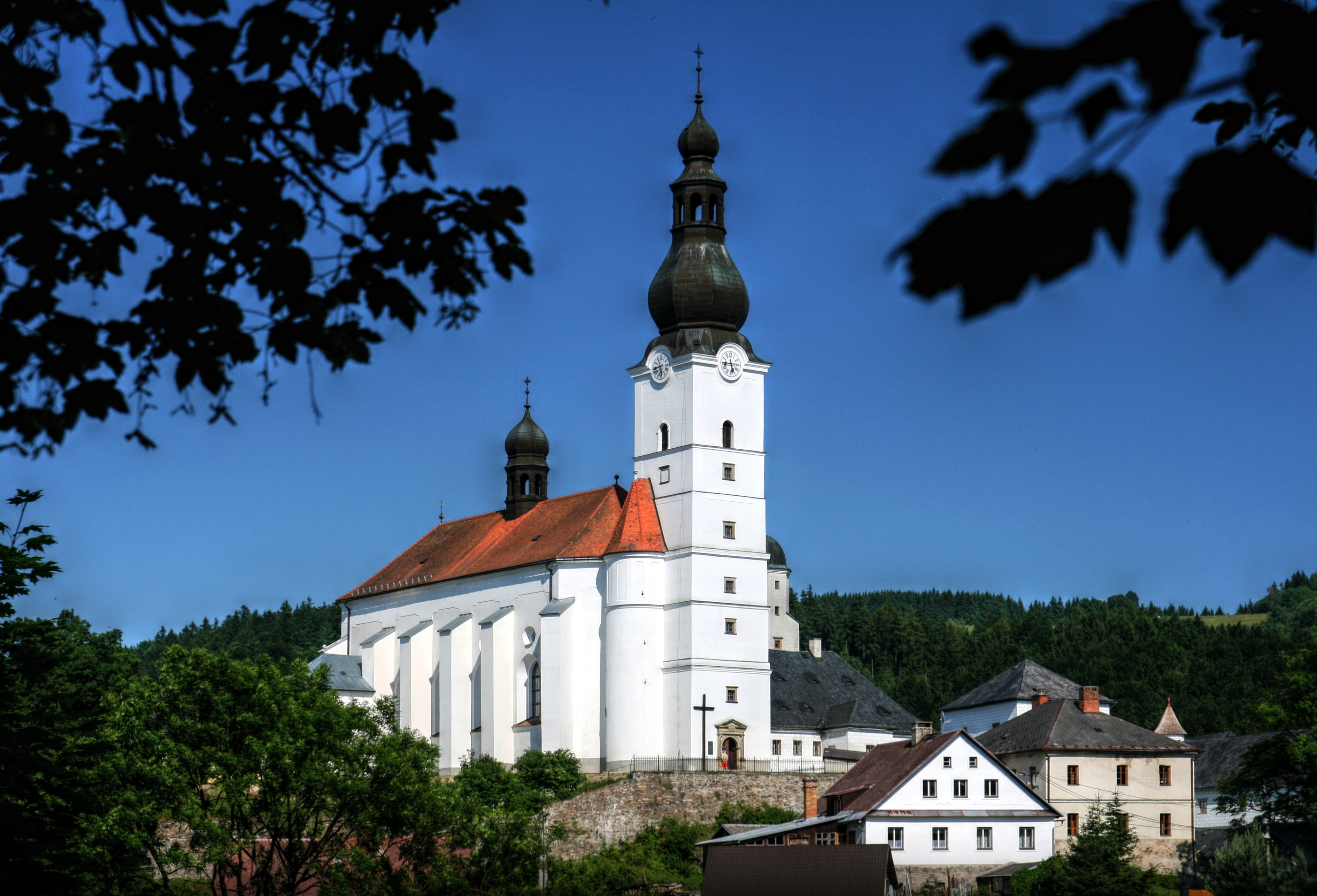
Église Saint-Michel.
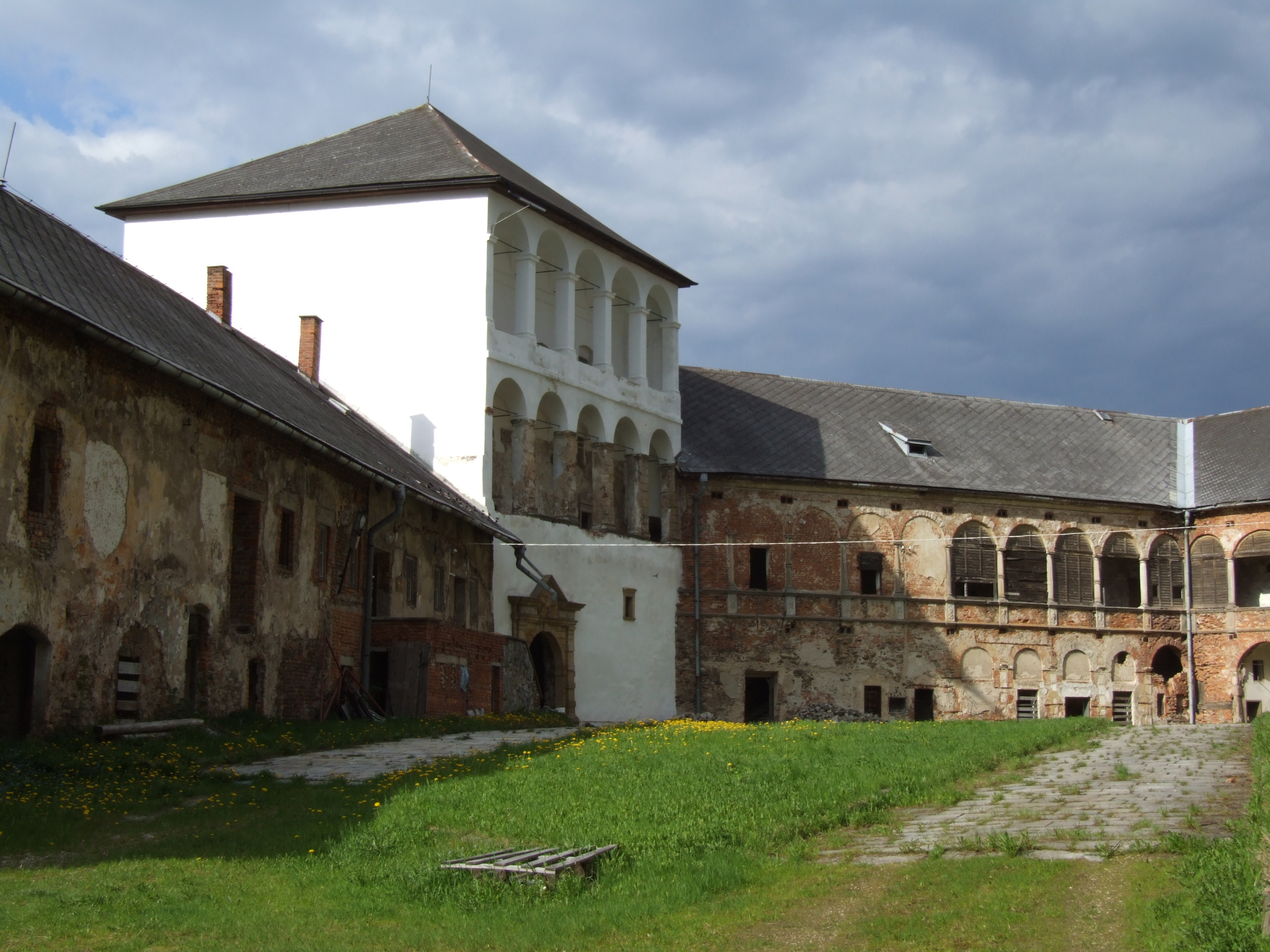
Château de Kolštejn.

## Transports
Par la route, Branná se trouve à 19 km de Jeseník, à 29 km de Šumperk, à 87 km d'Olomouc et à 230 km de Prague.